# Aamer Bashir
Aamer Bashir (23 de fevereiro de 1972 - 20 de dezembro de 2010) foi um jogador de críquete paquistanês. Estreou na temporada 1989/90 e fez mais de 8000 runs em sua carreira. Bashir morreu no final de 2010 devido a uma longa batalha contra um câncer.